# Balduin III. Jeruzalémský
Balduin III. Jeruzalémský (1130 – 10. února 1162/1163?) z rodu Château-Landon byl od roku 1143 až do své smrti králem křižáckého Jeruzalémského království.
Byl starším synem jeruzalémské princezny Melisendy a Fulka z Anjou, od roku 1131 vládců Jeruzalémského království, a vnukem krále Balduina II. Spoluvládcem své matky se stal po nešťastné otcově smrti roku 1143, jediným vládcem pak, navzdory Melisendiným snahám o zvrat, roku 1152. Balduin byl prý velmi pohledný, vzdělaný a uznávaný král Jeruzaléma a formální hlava křesťanských států v Levantě. Nebylo mu však dopřáno těšit se z příliš dlouhého života. Se svou zákonnou chotí, byzantskou princeznou Theodorou, potomka nezplodil, a tak na trůn po Balduinově brzké smrti usedl jeho mladší bratr Amaury, hrabě z Jaffy a Askalonu.

## Nástupnictví

Křižácké státy v Levantě roku 1135

Balduin patřil k druhé generaci Evropanů, usazených ve Svaté zemi po jejím dobytí první křížovou výpravou. Když jeho otec Fulko spadl při lovu z koně a zabil se, bylo Balduinovi třináct let. Království tak legitimě připadlo královně-vdově Melisendě, jako zákonné dceři krále Balduina II. Královna i za Fulkova života byla jeho spoluvládkyní a nyní byla regentkou království za svého nezletilého syna. Melisenda si za svého rádce a konetábla (vysoký úředník království a velitel vojska) vybrala francouzského šlechtice Manassèse de Hierges. Melisenda i Manassès pevně uchopili moc do svých rukou a odřízli tak korunního prince od moci.
Avšak s ženou a nezletilým králem na trůně byla politická situace v křižácké Palestině napjatá. Další křižácké státy na severu byly více či méně formálně podřízeny Jeruzalému. Jejich vládci začali cítit příležitost na osamostatnění a začali stále více podrývat královskou autoritu a nebylo žádného jeruzalémského krále, který by na sever vyslal vojsko a neposlušné vazaly potrestal. V muslimském světě zatím nad městy Aleppo a Mosul vládl atabeg Zengí, který si dělal nároky na vládu i nad jižním Damašku. Podle Viléma z Tyru neměl král dobře zajištěnou obranu severních států, čehož v nestabilní situaci v Jeruzalémě Zengí náležitě využil. Roku 1144 dobyl hlavní město Edesského hrabství Edessu. Pád nejstaršího křižáckého státu v Levantě otřásl křesťanskou Evropou a stal se záminkou ke svolání druhé křížové výpravy.

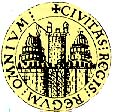
Pečeť Balduina III.

Zatímco křížová výprava postupovala na východ, byl mezitím zavražděn Zengí a jeho dědictví si rozdělili jeho synové, z nichž mladší Núr ad-Dín, který vládl v Aleppu, se stejně jako jeho otec pokoušel získat kontrolu nad Damaškem a zakrátko se stal velkou hrozbou i pro křižácké státy. V reakci na tuto novou hrozbu uzavřel Damašek spojenectví s Jeruzalémem. Nicméně Damašský emír Mu'ín ad-Dín Unur rovněž uzavřel spojenectví s Núr ad-Dínem v Aleppu proti křižákům, protože křižáci uzavřeli spojenectví s jedním z Unurových neposlušných vazalů. Zvýšené napětí vedlo ke konfliktu mezi oběma mocenskými centry, Jeruzalémem a Damaškem. Balduin III. vytáhl i s vojskem proti muslimům, avšak v bitvě u Bosry byli křižáci odraženi a raději ustoupili zpět do Palestiny. Unur neměl zájem na úplném zničení jeruzalémského vojska, protože v křižácích stále viděl mocné potenciální spojence proti Núr-ad Dínově expanzi na jih, a staré příměří bylo mezi vládci obou státu obnoveno.

## Druhá křížová výprava

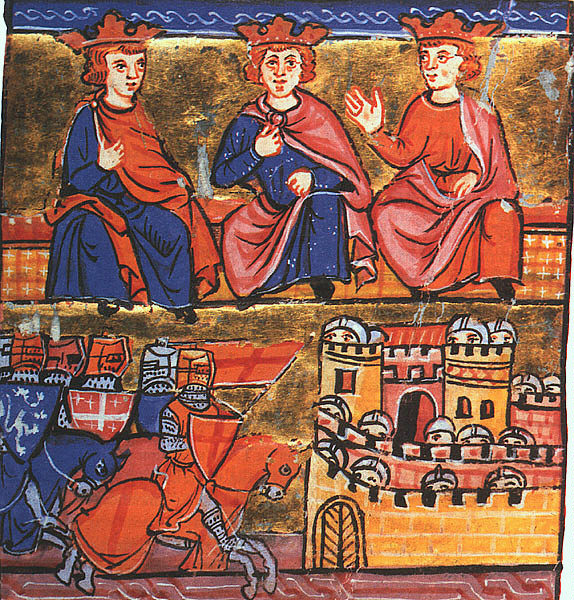
Vůdcové křížové výpravy Ludvík VII., Konrád III. a Balduin III.

Roku 1148 do Svaté země dorazila vojska druhé křížové výpravy, resp. to, co z ní zbylo. Německá část výpravy, vedená německým králem Konrádem III. byla prakticky vyhlazena a Francouzi pod velením Ludvíka VII. měli těžké ztráty, zejména mezi pěšími vojáky. Král Balduin III., který byl stále nezletilý, se s oběma evropskými vladaři setkal v Akkonu, aby s nimi zkoordinoval spolupráci. Konrád i Ludvík navrhovali vytáhnout na Damašek, což se jim, navzdory protestům několika místních šlechticů, zejména antiochijského knížete Raimonda z Poitiers, nakonec podařilo. Jeruzalémská armáda spolu s evropskými spojenci vytáhla proti Damašku, ale výprava skončila naprostou katastrofou. Damašek se ve chvílích ohrožení spojil s Núr ad-Dínem, který nad Damaškem převzal kontrolu a vyloučil tak možnost ještě nějakého spojenectví s křižáky proti němu.
Roku 1149 evropští hosté odpluli domů a zanechali ještě oslabenější Jeruzalémské království svému osudu. Tentokrát se Núr ad-Dín chopil iniciativy a vytáhl na severní křižácké státy. V bitvě u Fons Murez porazil antiochijskou armádu v čele s knížetem Raimondem, který v bitvě padl. Balduin III. neprodleně vytáhl na sever a zachránil alespoň samotnou Antiochii od muslimů. Sám se pak v knížectví ujal regentství za padlého vládce. Raimondova vdovu Konstancii, která byla Balduinovou sestřenicí z matčiny strany a dědičkou Antiochie, se jeruzalémský král pokusil vdát za některého z mocných evropských nápadníků, avšak pro kněžnin odpor se tak roky nedařilo.
V Edesském hrabství byla situace ještě horší. Zbytky křižácké vlády po dobytí Edessy padaly do rukou muslimů jedna po druhé. Balduin III. nebyl schopný pomoci ubránit poslední edesskou pevnost Turbessel, kterou po zajetí hraběte Joscelina II. jeho žena prodala byzantskému císaři Manuelovi I. roku 1150. Edesské hrabství tak definitivně zaniklo a zbyl z něj pouze titul v rukou hraběcího rodu, což byla větev rodu Courtenayovců, která nalezla azyl v Jeruzalémě.

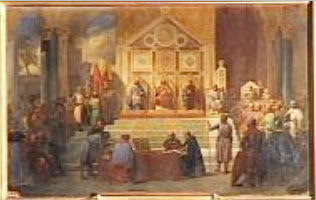
Koncil vůdců křížové výpravy v Akkonu, Salles des Croisades, Versailles

Roku 1152 byl Balduin III. a jeho matka přizváni ke sporu mezi Balduinovou tetou Hodiernou a jejím manželem, hrabětem Raimondem II. z Tripolisu. Když byl spor urovnán, byla Hodierna právě se svými příbuznými na cestě do Jeruzaléma, zatímco Raimond II. byl assassiny zavražděn. Na trůn dosedl syn Raimonda II. Raimond III., za něhož vládla jeho matka Hodierna. Teď, když byla Edessa ztracena a Antiochie a Tripolis byly bez vládců, mohl nad nimi jeruzalémský král znovu upevnit svou moc.

## Občanská válka
Roku 1152 Balduin III. dosáhl věku, kdy se mohl samostatně ujmout vlády. Ačkoliv se předtím příliš nezapojoval do správy království, začal nyní požadovat pro sebe více autority a obvinil konetábla Manassèse z bránění v nástupnictví na trůn. Balduin III. také požadoval druhou korunovaci na jeruzalémském patriarchovi Fulkovi z Angoulême bez Melisendiných zásahů, to však patriarcha odmítl.

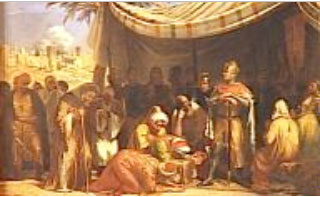
Balduin III. přijímá kapitulaci Askalonu v srpnu roku 1153

Melisenda a Balduin nakonec souhlasili, že záležitost nechají projednat Královskou radu. Rada nakonec rozhodla rozdělit království na dva administrativní celky. Balduin měl získat severní oblasti Galileje s městy Tyros a Akkon. Melisendě mělo připadnout bohatší Judsko a Samařsko s městy Nábulus a Jeruzalém. Oporou Melisendě na jihu byl konetábl Manassès de Hierges a Balduinův mladší bratr Amaury, který držel hrabství z Jaffu. Ani Melisenda, ani Balduin nebyli s rozhodnutím rady spokojeni, protože Balduin chtěl vládnout celému království a nedělit se o jeho bohatství, ale aby zabránil občanské válce, souhlasil s tímto kompromisem.
Balduin III. se však smířit se stavem věcí nemínil a na severu týdny připravoval invazi do Judeje, kterou skutečně nakonec podnikl. Oddíly věrné Manassèsovi byly u hradu Mirabel poraženy a konetábl byl nucen opustit Svatou zemi. Krátce na to velmi rychle padlo město Nábulus. Jeruzalém pak raději sám otevřel brány Balduinovi. Melisenda se svým mladším synem Amaurym nalezli útočiště v Davidově věži, odkud se s Balduinem III. pokoušeli vyjednávat prostřednictvím církve. Nakonec byl vyjednán mír. Melisenda dostala doživotním údělem město Nábulus a Balduin slavnostně přísahal, že příměří neporuší. Novým konetáblem byl jmenován Balduinův spojenec Homfroi II. z Toronu.
Roku 1154 se Balduin III. a Melisenda usmířili. Balduin si velmi dobře uvědomoval, že jeho matka je schopná vládkyně. Proto nakonec „ustoupil“ a Melisendu pozval zpět ke dvoru, kde jí zajistil vliv na státní správu a jmenoval ji regentkou.

## Samostatná vláda

Stříbrný denier Balduina III.

Během občanské války byl Núr ad-Dín příliš zaměstnán uzurpováním Damašku po smrti Mu'ín ad-Dín Unura, než aby využil situace v rozvráceném Jeruzalémském království. S Damaškem pod svou kontrolou muslimský vládce sjednotil celou Sýrii pod jednu vládu. Jeruzalém, pokud chtěl rozšiřovat svůj vliv, musel stočit svou pozornost na jih – k úpadkem se zmítajícímu fátimovskému Egyptu. Egypt byl rozvrácen občanskými válkami v období nástupnictví mladých chalífů. V padesátých letech 12. století nechal Balduin III. vybudovat nové pevnosti v Gaze kvůli poslední egyptské enklávě v Palestině – Askalonu, ze které Egypťané čas od času útočili na křižácká území. Roku 1153 však jeruzalémský král pevnost Askalon dobyl, čímž celé území Palestiny získal pro křesťanskou nadvládu, v Egyptě tím však vyvolal ostrou protikřižáckou politiku. Askalon byl připojen k Jaffskému hrabství, které držel Balduinův bratr Amaury a hrabství se tak od té doby nazývalo Hrabství Jaffa a Askalon. Roku 1152 pak ještě král odrazil invazi artukidských Turků do Palestiny.
Roku 1156 byl Baduin III. nucen podepsat smlouvu s Núr ad-Dínem. O tři roky později již vedl vojenskou expedici do syrského vnitrozemí, kde oblehl pevnost Šajzar. Výprava však dopadla neslavně, neboť brzy vypukly spory mezi Thierrym, hrabětem flanderským a antiochijským knížetem Renaudem de Châtillon o to, komu z nich město připadne. Král tak sice musel dát rozkaz k ústupu od Šajzaru, byl však schopen dobýt Harim, který dříve náležel k Antiochijskému knížectví. Roku 1158 pak Balduin III. porazil v bitvě samotného Núr ad-Dína.

## Spojenectví s Byzantským císařstvím

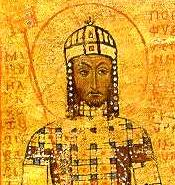
Byzantský císař Manuel I. Komnenos

Jeruzalémské království se v padesátých letech, vzhledem k porážce druhé křížové výpravy, již nemohlo tolik spoléhat na pomoc z Evropy. Balduin III. se proto rozhodl směrovat svou politiku vstřícněji k Byzantské říši. V Konstantinopoli se jeho vstřícný přístup dočkal odezvy a císař Manuel I. dal Balduinovi na znamení spojenectví za ženu svou neteř Theodoru. Aliance byla výhodnější spíše pro Konstantinopolis, než Jeruzalém. Balduin byl donucen předat lenní svrchovanost nad Antiochijským knížectvím Byzanci poté, co kníže Renaud de Châtillon napadl a vydrancoval byzantský Kypr. Císař pak s armádou přišel do Sýrie Renauda potrestat a donutit ho ke slavnostní přísaze. Ve svatební dohodě bylo také, že pokud by Theodora ovdověla, dostala by údělem město Akkon. Ačkoliv byla Theodora ztělesněním byzantsko-jeruzalémského spojenectví a manželkou jeruzalémského krále, nikdy neměla, vyjma území Akkonu, žádný vliv a moc. Svatba proběhla v září roku 1158, Theodoře bylo třináct let, její ženich byl přitom o patnáct let starší.
Vztahy mezi oběma státy byly na výborné úrovni, což bylo potvrzeno schůzkou císaře Manuela a Balduina III. v Antiochii. Z obou panovníků se stali skuteční přátelé, což se projevilo i v tom, že si císař osvojil západní styl oblékání a přijal některé zvyky a zúčastnil se proti Balduinovi rytířského turnaje.
Roku 1159 se Balduin III. stal znovu regentem v Antiochii, když byl kníže Renaud zajat Turky v bitvě a vězněn v Aleppu. To popudilo Manuela, který Antiochii pokládal za svou sféru zájmů a vazby knížectví na Konstantinopolis ještě posílil svou svatbou s antiochijskou princeznou Marií, Balduinovou sestřenicí. Balduin však císaři za novou manželku doporučoval jinou svou sestřenici, tripolskou princeznu Melisendu. U dvora v Tripolisu a Jeruzalémě, kde již počítali s tím, že si císař vybere jimi prosazovanou Melisendu, vyvolalo konečné Manuelovo rozhodnutí vzít si Marii z Antiochie, velké rozhořčení.

## Smrt a nástupnictví na trůn
Krátce po usmíření křižácké šlechty a Manuelova dvora za odmítnutou princeznu Melisendu Balduin III. v Bejrútu onemocněl a krátce na to zemřel. Šestnáctiletá královna Theodora se vrátila do Akkonu, který získala vdovským údělem. Protože jejich manželství bylo bezdětné, na jeruzalémský trůn byl jediný možný kandidát – Balduinův mladší bratr Amaury I.